# Hypoxylon chionostomum.
Hypoxylon chionostomum. är en svampart som först beskrevs av Speg., och fick sitt nu gällande namn av Speg. 1889. Hypoxylon chionostomum. ingår i släktet Hypoxylon och familjen kolkärnsvampar.   Inga underarter finns listade i Catalogue of Life.